# Аак (музыкальный жанр)
Аак (кор. 아악?, 雅樂? [a.ak]) — жанр придворной музыки в Корее. Произошёл от китайской музыки яюэ (雅樂 с кит. — «элегантная музыка»).
Аак появился около 1116 года в Корё и игрался на священных обрядах. Ныне аак играют на некоторых конфуцианских церемониях.

## История
В 1116 году император империи Сун Хуэй-цзун отправил большой подарок правителю Корё Йеджону. Среди посланных предметов были 428 музыкальных инструментов и 572 ритуальных костюма. Инструменты оставались очень популярными. Было известно не менее 456 различных мотивов, которые играли на священных обрядах.
В 1430 многие мелодии были записаны в «Трактате о церемониальной музыке» (кор. 아악보) вана Седжона. Аак, таким образом, стал одним из трёх жанром придворной музыки в Корее. Два других — танак (тоже китайского происхождения) и хянак.
Большинство музыкальных инструментов, используемых при игре аак, заимствованы из Китая. Очень немногие имеют автохтонное корейское происхождение.
Впервые аак сыграли в Корё в Королевском храме предков на придворном конфуцианском ритуале. С тех пор под аак принято подразумевать придворную музыку, которую играют на конфуцианских ритуалах. Однако в некоторых случаях аак может означать любую придворную корейскую музыку, а значит и включать понятия танак и хянак.
В XXI веке аак исполняется членами Национального центра корейских традиционных исполнительских искусств в Сеуле, столице Республики Корея.

## XXI век

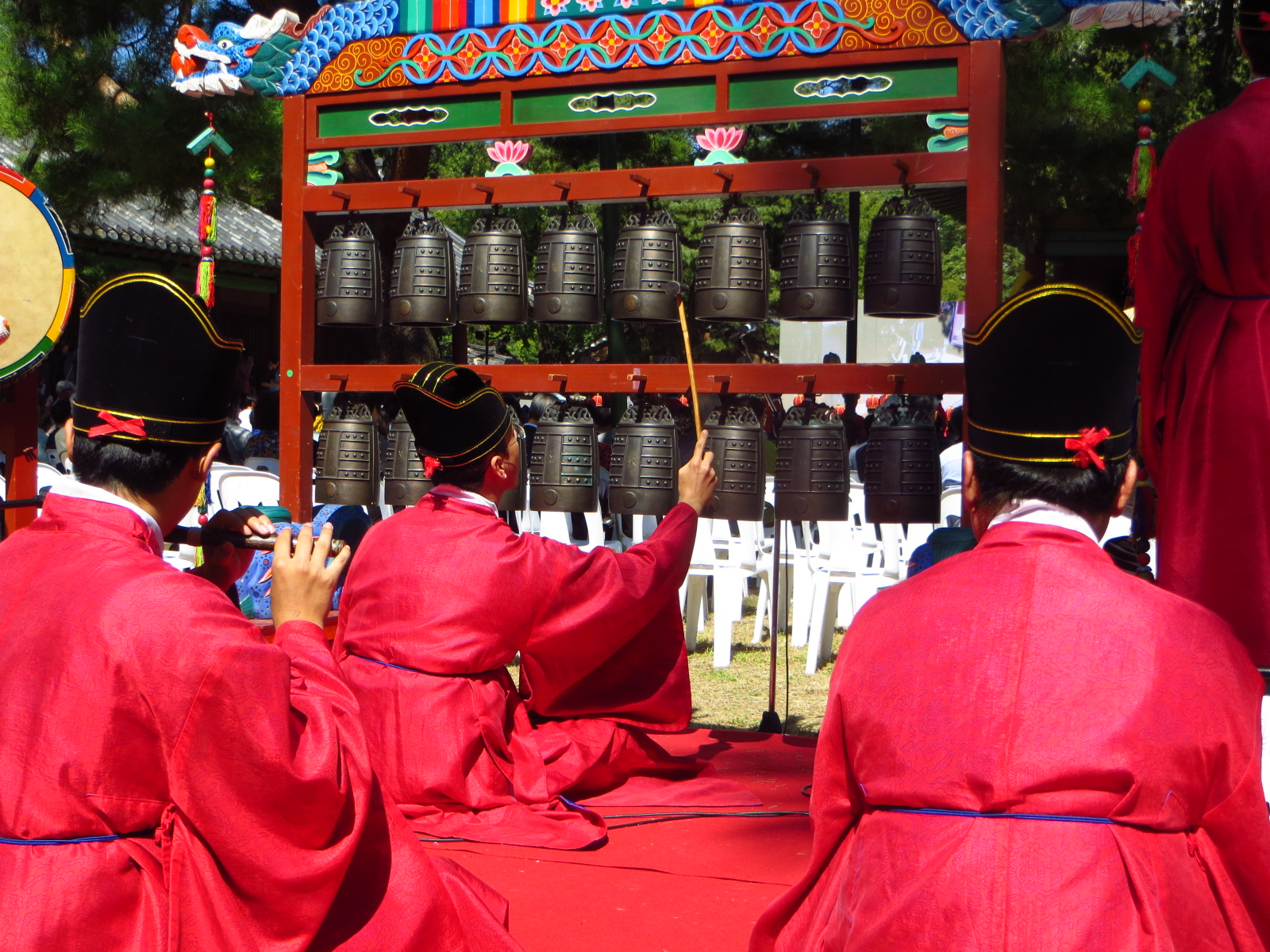
Китайские колокола, используемые при исполнении аак

Сейчас аак исполняется только на немногих конфуцианских мероприятиях. К примеру, аак играют каждую весну и осень на фестивале Сокчон Тэдже в храме Мунмё близ университета Сонгюнгван в память Конфуция.
Музыка исполняется двумя ансамблями. Один из них находится на крыльце главной святыни, второй — близ главного входа, напротив здания святилища. Музыкальные представления называются также Мунмё Череак (кор. 문묘 제례악). Они сопровождаются танцами под названием Мунмё Ильму (кор. 일무).
Под аак исполняется два вида танцев: так называемые «гражданские», обычные, и «милитаристские». Во втором случае танцуют 64 человека, расположенные в восьми рядах по восемь человек.
Хотя ранее было известно множество различных мелодий, до наших времён сохранились только две основные. В обоих мелодиях 32 ноты и они длятся около 4 минут. В одной из них используется множество транспозиций. Темп игры очень медленный. Каждая нота играется примерно 4 секунды. На фоне играют духовые инструменты, которые повышают высоту звука на конце каждой ноты.